# دائرة المخابرات العامة (الأردن)
دائرة المخابرات العامة؛ ، والتي تُعرف اختصارًا خارج المملكة بـ«جي أي دي» (GID) أي (بالإنجليزية: General Intelligence Department)، هي وكالة استخبارات أردنية، وهي الوكالة الرئيسية للاستخبارات في المملكة، وتعمل كوكالة استخبارات خارجية داخلية وقوة لتطبيق القانون في الدولة. يقع مركزها الرئيسي في البيادر حي الجندويل، العاصمة عمّان. دائرة المخابرات العامة هي واحدة من أهم وكالات الاستخبارات في العالم وفي الشرق الأوسط تحديداً، كان للوكالة دور فعال في إحباط العديد من الهجمات الإرهابية في كل من الأردن وحول العالم. يتبع الجهاز إدارياً إلى رئيس الوزراء، كما يكون مدير المخابرات العامة مسؤولاً أمام رئيس الوزراء في الأردن، ويرأس الدائرة مدير المخابرات.
كان الأمن والاستخبارات قبل التأسيس يُدار من قِبل «دائرة التحقيقات العامة»، التي باشرت أعمالها منذ عام 1952 وحتى عام 1964. ثم جاء قانونٌ 24 لسنة 1964 فيه قرار يُعلِن بإنشاء جهاز رسمي، ويُطلق عليه جهاز المخابرات العامة. ومنذ بدايته، بات الجهاز يشكل أحد أعمدة الدولة في حماية الأمن الوطني، وضمان الاستقرار الداخلي، وصون سيادة المملكة. يُعيَّنُ المديرُ بإرادة ملكيّة، بقرارٍ من مجلسِ الوزراء. ويشترطُ في من يخدمُ فيه، أن يكونَ حاملًا لشهادةٍ جامعية، ويخضعُ لفحصٍ صارمٍ في الأمان. رغم أن رسالة الجهاز تعلنُ السلامَ والأمنَ والحكمَ الرشيد، فإن ذراعهُ تمتدُّ خلفَ الحدود. تعاونت المخابرات مع الـCIA وMI6، في اتفاقٍ شديد حتى غدا ركناً في أمنِ الإقليم.

## الواجبات والقانون
تتجلّى رسالةُ دائرة المخابرات العامة الأردنية في صون أمن الوطن من كلّ خطرٍ يتربّص به، سواء أتى من الداخل أو الخارج. تجمع المعلومات بعينٍ فاحصة، وتُحلّل بعمقٍ ورويّة، لِتُضَع بين يدي صانع القرار، لدعمه في اتخاذ ما تقتضيه المصلحة العليا من قرارات. وهي، فوق ذلك، تقف سدًّا منيعًا في وجه محاولات التخريب المادي والإرهاب. كما تُجابه الدائرة كلّ مسعى لاختراق النسيج الاجتماعي الأردني، وتناهض الإرهاب بأوجهه كافة، وتُفشل خطط التجسس، وتتصدى لمحاولات التخريب المادي. ومن خلال عملياتها الاستخبارية الدقيقة، ترسّخ الأمن وتحرس السلام، بالإضافة إلى تنفيذ الأعمال التي يكلّفها بها رئيس الوزراء بموجب أوامر خطية.

### القانون
أما من حيث التنظيم القانوني، فإن مدير دائرة المخابرات يُعيَّن بإرادةٍ ملكيةٍ، تُصدر بناءً على قرارٍ من مجلس الوزراء، وتُمنح هذه الثقة لمن يستحقها. يُعيَّن ضباط الخدمة بذات الإرادة، بعد أن يوصي المدير العام بأسمائهم، شريطة أن يكونوا من أصحاب الشهادات الجامعية في ميادين متنوعة، وأن يُخضعوا لفحوصٍ أمنية وصحية دقيقة قبل مباشرتهم للمهام. أما واجبات الدائرة فقد رسمها القانون بوضوح، فجعل من حفظ الأمن الداخلي والخارجي للمملكة ركيزتها، وأوكل إليها تنفيذ المهام الاستخبارية التي تمليها مقتضيات المصلحة العامة، أو يُسندها إليها رئيس الوزراء بخطابٍ مكتوب.

## الشعار ودلالته

شعار دائرة المخابرات.

- التاج: تاج ملكي هاشمي، يرمز إلى نظام حكم نيابي ملكي وراثي.
- إكليل الزيتون: غصنان من الزيتون يُمثِّلان الازدهار والرخاء والسلام.
- الدرع: درع عربي إسلامي نُقِش عليه 25 بوابه عربية ترمز ليوم الاستقلال الأردني (25 أيار/مايو 1946)، ويرمز الدرع إلى الدفاع عن أمن الأمة وسلامة الوطن.
- طائر العقاب: طائر قوي، يرمز إلى القوة والمنعة والسيطرة على الهدف.
- الأفعى: ترمز إلى العدو، سواء الخارجي أو الداخلي.
- السيفان: سيفان عربيان متقاطعان خلف الدرع، ويرمزان لاستخدام القوة في ضرب كل ما يضر البلاد من الشر والفساد.
- الشريط: شريط كُتِب عليه الآية الكريمة ﴿وَقُلْ جاءَ الحَقُّ﴾ [الإسراء:81]؛ في تعبير عن الالتزام بكلمة الحق، والسعي إلى دحض الباطل ومواجهته متى ظهر.

## التاريخ

### التأسيس
شهدت المملكة الأردنية الهاشمية في خمسينيات القرن العشرين نهضةً أمنيةً شاملة، جاءت استجابةً لما فرضته نكبة 1948 من تداعيات، وما أعقبها من تصاعدٍ في التوترات الإقليمية والانقسامات الداخلية. ففي ظل تلك المرحلة الحرجة، كانت المهام الأمنية موزعةً على جهاتٍ متفرقة، أبرزها دائرة التحقيقات العامة التابعة لجهاز الأمن العام، ومكتب التحقيقات السياسية المكلّف برصد الحراك السياسي ومتابعة النشاطات الاستخباراتية داخل البلاد وخارجها.
ومع تفاقم التحديات وتشعّب التهديدات، برزت الحاجة الملحّة إلى جهازٍ أمني موحَّد يتمتع بالكفاءة والقدرة على التصدي للمخاطر المتزايدة، سواء كانت داخلية أو وافدة من خلف الحدود. ومن رحم هذه الضرورة الاستراتيجية، وُلدت فكرة تأسيس جهاز وطني مستقل يُعنى بشؤون الاستخبارات ويكون ذراعًا حصينًا لحماية الدولة.
وقد تُرجمت هذه الرؤية إلى واقع ملموس مع صدور القانون رقم 24 لسنة 1964، الذي أُنشئت بموجبه دائرة المخابرات العامة الأردنية رسميًا. ومن خلال هذا الإطار القانوني، انتقلت صلاحيات التحقيقات العامة والاستخبارات السياسية إلى هذه المؤسسة الجديدة، التي رُبطت مباشرةً بمكتب رئيس الوزراء، ومُنحت صلاحياتٍ تنفيذية واسعة النطاق لتعزيز الأمن الوطني وصونه من كل خطرٍ داهم. لقد شكّل تأسيس الدائرة نقطة تحوّل فارقة في هيكل الأمن الأردني، ورسّخ لبنيةٍ استخبارية قادرة على مجابهة المستقبل بتخطيطٍ محكمٍ ويقظةٍ لا تعرف الغفلة.

في أعقاب تأسيس دائرة المخابرات العامة، ورث الجهاز ملفات ضخمة كانت قد أُعدّت في عهد «دائرة المباحث العامة»، وتضمنت آلاف التقارير التي كُتبت في الغالب من قبل مخبرين. وقد أشرف مضر بدران مع فريقه على عملية تدقيق شاملة لهذه الملفات، نُظفت خلالها قرابة سبعين ألف ملف من المعلومات غير الدقيقة أو التي لا قيمة لها، ليتم لاحقًا حرقها بقرار مباشر، في حضور رئيس الوزراء آنذاك وصفي التل، في واقعة شكلت حدثًا سياسيًا وأمنيًا ذا دلالة في تلك المرحلة. تلك اللحظة كانت إيذانًا ببدء ما وصفه بـ«مرحلة العمل المتعب»، حيث توزعت الجهود بين البناء التنظيمي للدائرة من جهة، ومتابعة القضايا الأمنية الحساسة في المملكة من جهة أخرى.

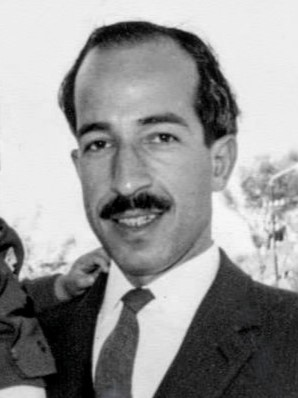
صورةٌ لمحمد رسول الكيلاني؛ أول مديرٍ لجهاز المخابرات العامة، أُخِذَت الصورة بعد عامٍ واحد من ولادتها في عام 1965.

لعب محمد رسول الكيلاني دورًا مفصليًا في رسم معالم التحوّل المؤسسي الذي مهّد لتأسيس دائرة المخابرات العامة، كان أحد العقول المؤسسة التي ساهمت في بلورة الرؤية الأولية لوكالة استخباراتية متكاملة. في مرحلةٍ كانت فيها المملكة الأردنية الهاشمية تواجه عواصفَ إقليمية هوجاء، تمثلت في محاولات تغلغلٍ من أنظمةٍ ثورية مجاورة، وعلى رأسها مصر الناصرية وسوريا، فضلاً عن حراك الأحزاب القومية واليسارية داخل البلاد، وخطر التصعيد مع إسرائيل على امتداد خط الهدنة، كان لا بدّ من ولادة جهازٍ يتمتع بالكفاءة والحزم.
في الفترة التي سبقت حرب 1967، وضمن جهود تطوير أداء دائرة المخابرات العامة الناشئة، أُوفد مضر بدران، برفقة ثلاثة من كبار الضباط، إلى لندن للمشاركة في دورة تدريبية متقدمة في مجال الاستخبارات. وقد ضم الوفد كلًا من الضباط هاني طبارة، ورجائي الدجاني، وطارق علاء الدين، وجميعهم من الشخصيات الأمنية البارزة في تلك المرحلة. جاءت هذه الخطوة في سياق خطة شاملة لتحديث الجهاز الأمني الأردني وتوسيع خبراته بما يتماشى مع المتغيرات الإقليمية والدولية المتسارعة آنذاك.
يستذكر مضر بدران في كتابه «القرار» لقاءاته المتكررة مع الملك الراحل الحسين بن طلال ، والتي كانت تتم في مقر المخابرات ليلاً، حيث كان الملك يدعو عددًا من الضباط للاجتماع به، منهم بدران، وأديب طهبوب، وأحمد عبيدات، وطارق علاء الدين، وعدنان أبو عودة، بحضور مدير المخابرات محمد رسول الكيلاني. ويصف بدران تلك اللقاءات بأنها كانت محفزًا للضباط على الانفتاح والحديث بصراحة، بعد أن لمسوا اهتمام الملك بآرائهم وتحليلاتهم.
أدرك الملك الحسين بن طلال أن صون كيان الدولة واستقرارها لا يتحقق إلا عبر ذراعٍ استخباريةٍ رصينة قادرة على أن تعمل في صمت وتتحرك بخفة وتواجه التهديدات المتشابكة بأساليب غير تقليدية. ومن هنا بزغت دائرة المخابرات العامة، ليس كمؤسسة أمنية فحسب، بل كدرعٍ يحمي كيان الوطن. تميّزت الدائرة منذ نشأتها بفاعليةٍ ميدانيةٍ لافتة، سواء داخل الأردن أو في قلب المعادلات الأمنية الإقليمية، وامتدّ حضورها إلى عمق منطقة الشرق الأوسط، مستفيدةً من شبكة علاقاتٍ متينة مع أبرز وكالات الاستخبارات العالمية، وعلى رأسها وكالة الاستخبارات المركزية الأمريكية (CIA) وجهاز الاستخبارات البريطاني (MI6). حتى باتت الاستخبارات الأردنية تُعدّ، بعد البريطانية، الشريك الأقرب للـCIA، بحكم كفاءتها المهنية وموثوقيتها العالية.

### المساهمات التاريخية والعمليات
في أعقاب أحداث أيلول الأسود، برزت دائرة المخابرات العامة كركنٍ راسخٍ في بنيان الدولة. في تلك المرحلة الحرجة، تحوّلت الدائرة إلى القوة الخفية التي تحرس الداخل وتدرأ عنه شرّ المؤامرات الإرهابية، إذ أحبطت مخططات خطيرة لم تستهدف المملكة فحسب، بل طالت المجتمع الدولي بأسره. ومن هنا، تبوأت المخابرات الأردنية موقع الشريك الوثيق في التحالف الدولي ضد الإرهاب، حتى قبل أن تهتز الأرض تحت أقدام العالم في الحادي عشر من سبتمبر.
وفي عام 1999، قدّمت الدائرة معلومات دقيقة لوكالة الاستخبارات المركزية الأمريكية (CIA) تحذر من مخطط إرهابي يوشك أن يُنفذ في أوروبا يستهدف المصالح الأمريكية، مصدره البوسنة والهرسك. وفي صيف عام 2001، اعترضت رسالة مشفّرة أُطلق عليها اسم «الزواج الكبير» (بالإنجليزية: The Big Wedding)، كشفت عن نية لشنّ هجوم ضخم على الأراضي الأمريكية باستخدام الطائرات كوسيلة دمار. نُقلت هذه المعلومات الحساسة إلى الجانب الأمريكي عبر قنوات متعددة، وكان تحذيرًا بالغ الأهمية، غير أن غياب تفاصيل حاسمة – كالتوقيت والأهداف الدقيقة – حال دون إفشال المخطط بالكامل. ومع ذلك، فقد كان لتحذير الأردن أثره العميق، إذ انفرجت من خلاله كُوى الإدراك الدولي تجاه احتمال استخدام الطائرات كصواريخ بشرية، وهي فرضية لم تكن واردة في الأذهان قبل عام 2001. لا يُغفل أن الأردن لم يكن الدولة الوحيدة التي أنذرت واشنطن، لكن ما ميّز التحذير الأردني هو وضوحه وصراحته: «الطائرات ستُستخدم في الهجوم». وبهذا، اكتسبت المخابرات الأردنية موقعًا متقدمًا في شبكة الأمن العالمي، حيث باتت تلعب دورًا مزدوجًا: محليًا في تحصين البلاد، وإقليميًا ودوليًا في ملاحقة الإرهاب عبر الحدود.
اعتمدت الدائرة نهجًا استخباراتيًا استباقيًا، يقوم على الضربات الخاطفة والمعلومات الدقيقة التي تُفشل الخطر قبل أن يولد. ولم تقف عند حدود الوطن، بل خرجت إلى ميادين أبعد، تُلاحق الإرهابيين وتُسهم في القبض على قادتهم. ولعلّ أبرز تلك المحطات، ما أكدته المصادر الأمريكية حول الدور المركزي الذي لعبه الأردن في رصد موقع أبو مصعب الزرقاوي، زعيم تنظيم القاعدة في العراق، وهو ما أفضى إلى تصفيته في غارة أمريكية عام 2006. هذا الإنجاز نُسب بشكل مباشر إلى المخابرات الأردنية، إذ أكّد المسؤولون من الجانبين أن المخابرات الأردنية كانت أساسية في هذا الإنجاز، مما أدى إلى تصفية أخطر قائد إرهابي في العراق في ذلك الوقت. وقد مرّ عبر سجن المخابرات في الجفر عددٌ من أخطر عناصر تنظيم القاعدة، تجاوزوا المئة، من بينهم خالد شيخ محمد العقل المدبر لهجمات سبتمبر، وعبد الرحيم النشيري، قائد عمليات الخليج. وقد ازداد اعتماد الولايات المتحدة على الأردن بفعل التناغم العميق بين الدولتين في رفضهما المطلق للتطرف، وما يرتبط به من تهديدات. وصفت مجلة «فورين بوليسي» المخابرات الأردنية بأنها حققت «انتصارات كبيرة» في حرب الإرهاب، مثل الإطاحة بالزرقاوي والمساعدة في قمع التمرد السني في العراق في عام 2006.

#### إحباط التدخل في نزاع داخلي – 1970

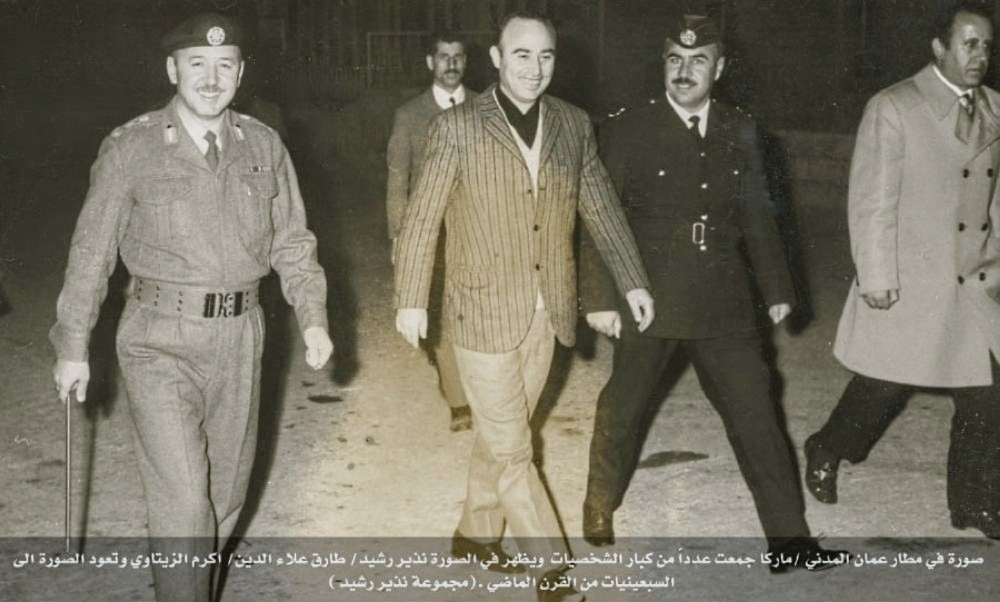
ناصر رشيد، طارق علاء الدين، وأكرم الزيتاوي في مطار عمان المدني، مرج، في أوائل السبعينات

في أيلول عام 1970، وبينما كانت المملكة الأردنية الهاشمية تعيش على صفيحٍ من نار خلال أحداث ما عُرف لاحقًا بـ«حرب أيلول الأسود»، بلغ التحدي ذروته حين تحوّلت التنظيمات الفدائية الفلسطينية إلى ما يشبه «دولة داخل الدولة»، تمارس سلطتها وتُهدد سيادة المملكة. وفي موازاة هذا التمرّد الداخلي، تمركزت قوة عسكرية عراقية قوامها عشرون ألف جندي في شرق الأردن، بدت كأنها تنتظر لحظة الانقضاض لدعم الفصائل المتمردة، مما وضع النظام أمام تهديد وجودي. في مواجهة هذا الخطر المزدوج، أبدعت دائرة المخابرات العامة الأردنية بقيادة رجلها البارز آنذاك، نذير رشيد، بواحدة من أكثر العمليات الاستخباراتية دهاءً في تاريخ الصراع الإقليمي. إذ أُعدّت «خدعة استراتيجية» تهدف إلى ردع بغداد دون الحاجة إلى تدخل مباشر من أي قوة أجنبية.
بدأت الخطة بالحصول على مستندات عسكرية حقيقية من خلال ضابط أوروبي في عمّان، ليتم على أساسها تزوير خطة معركة أمريكية مزعومة تشير إلى نية واشنطن وعمّان تنفيذ غارات جوية خاطفة ضد أي تحرك عراقي في ساحة الصراع. نُسّجت الخطة بحرفية عالية، ثم سُرِّبَت بعناية إلى القيادة العراقية عبر عميل مزدوج، ليقع صانع القرار في بغداد تحت وهم وازن مفاده: «أي تدخل ضد الحسين سيُقابل بقبضة أمريكية غاشمة». نجحت هذه الحرب النفسية بشكل مذهل؛ إذ تراجعت الوحدات العراقية من مواقعها دون إطلاق رصاصة، وامتنعت عن مساندة الفدائيين، ما منح الجيش الأردني فرصة استعادة السيطرة على الأرض دون تصعيد إقليمي أو تدخل خارجي. فكانت النتيجة أن خرجت المملكة من أسوأ أزماتها الداخلية بانتصارٍ حاسمٍ على التمرد، وبقاءٍ ثابتٍ للملك الحسين.

#### إفشال التآمر السوري – 1981

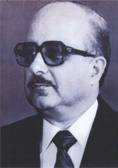
صورة لمضر بدران في عام 1960

في مطلع ثمانينيات القرن العشرين، وجدت دائرة المخابرات العامة الأردنية نفسها في مواجهة واحدة من أدق التحديات الأمنية، إثر تصاعد التوترات مع سوريا بقيادة حافظ الأسد. فقد كانت دمشق تخوض حربًا خفية ضد الأردن عبر محاولات لزعزعة أمنه الداخلي، وبلغ هذا التوتر ذروته في عام 1981 عندما كشفت المخابرات الأردنية عن مخطط لاغتيال رئيس الوزراء آنذاك، مضر بدران، في قلب عمّان، ثبت لاحقًا تورط النظام السوري فيه. وفي السياق ذاته، تعرّض دبلوماسي أردني رفيع للاختطاف في بيروت، ما عزز الشكوك حول نوايا دمشق العدائية. لم تتردد القيادة الأردنية، وعلى رأسها الملك الحسين بن طلال، في توجيه اتهامات مباشرة لحافظ الأسد بمحاولة تقويض استقرار المملكة عبر عمليات تخريبية واستفزازات ممنهجة.
وفي تطوّر غير مسبوق حينها، كشفت المخابرات الأردنية تفاصيل مجزرة سجن تدمر، التي وقعت في 27 يونيو 1980، إثر محاولة اغتيال فاشلة استهدفت حافظ الأسد. حينها، اقتحمت «سرايا الدفاع» بقيادة رفعت الأسد السجن، وألقت قنابل يدوية داخل الزنازين، تلاها إطلاق نار عشوائي أودى بحياة ما بين 600 إلى 1200 معتقل، معظمهم من جماعة الإخوان المسلمين أو المشتبه بصلاتهم بها. ومع بداية عام 1981، أعلنت السلطات الأردنية إحباط محاولة اغتيال بدران، وكشفت التحقيقات عن وقوف عناصر من المخابرات السورية خلفها. أدلى كل من الرقيب عيسى إبراهيم فياض والعريف أكرم علي جميل بيشاني باعترافات تفصيلية حول مشاركتهما في مجزرة تدمر أمام المخابرات. شملت اعترافاتهم إطلاق نار على سجناء عُزّل ودفن الجثث في وادٍ قريب. وقد بثّ التلفزيون الأردني تلك الاعترافات، ما أحدث صدى واسعًا على المستويين العربي والدولي، ودفع النظام السوري لمحاولة التشويش على البث داخل أراضيه.
رغم حساسية الوضع، تعاملت المخابرات الأردنية بصرامة محسوبة دون انفعال. فعلى الصعيد الداخلي، كثّفت عمليات الرصد والمراقبة وأحبطت محاولات تسلل واختراق. أما خارجيًا، فقد لعبت عمّان ورقة الاستخبارات المضادة، بدعمها لمعارضين سوريين – خاصة من جماعة الإخوان المسلمين – ممن كانوا في خصومة مباشرة مع نظام الأسد. بهذا الأسلوب، دخلت المخابرات الأردنية مواجهة خفية مع نظيرتها السورية، حيث لم يكن الصراع علنيًا بل دار في الظلال عبر أدوات التجسس والحرب بالوكالة. ويمثل إفشال محاولة اغتيال بدران انتصارًا استخباراتيًا حرم الأسد من توجيه ضربة كانت كفيلة بإسقاط الحكومة أو إضعافها.

#### إفشال محاولة اغتيال الملك حسين – 1984 و1993

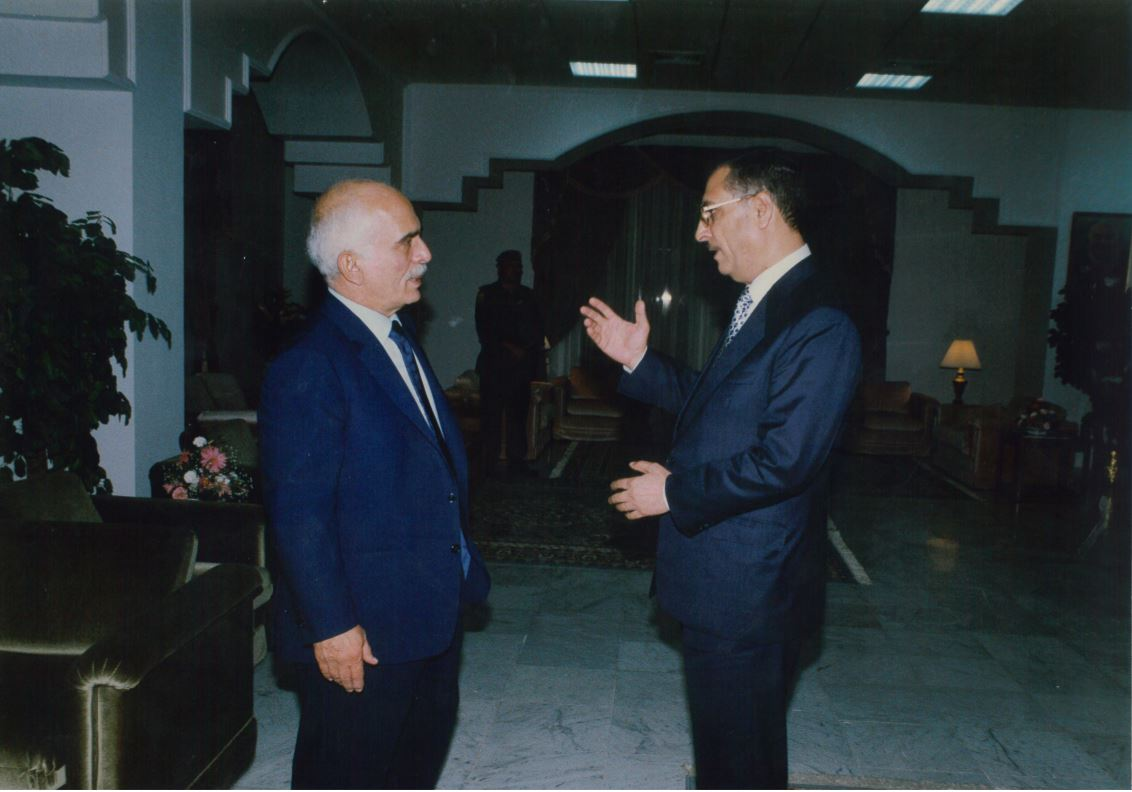
مصطفى القيسي يتحدث مع الملك الحسين بن طلال.

عاش الملك الحسين بن طلال تحت ظلال الخطر المستمر، إذ استُهدف بحياته في ما لا يقل عن ثماني عشرة محاولة اغتيال، نجا منها جميعًا بفضل اليقظة الأمنية والاحتراف الاستخباراتي. ومن بين تلك المحاولات، كانت حادثة عام 1984 من أخطرها، حيث تزامنت مع تصاعد حادّ في التوترات الإقليمية واشتداد النشاط المعارض، سواء داخل حدود المملكة أو في محيطها المضطرب. في ذلك العام، كانت دائرة المخابرات العامة بقيادة اللواء مصطفى القيسي على موعد مع اختبار مفصليّ. فقد كشفت التحقيقات عن مخطط دقيق لاستهداف الملك أثناء إحدى جولاته الداخلية، وهو مخطط أعدّ بعناية من قبل جماعات معارضة تسعى للنيل من رأس الدولة. أظهرت الاستخبارات الأردنية براعة لافتة في تعقّب خيوط المؤامرة، إذ نجحت في تحديد هوية المتآمرين ورصد مواقعهم بدقة متناهية، مما مكّنها من تنفيذ سلسلة اعتقالات استباقية أجهضت العملية قبل لحظة التنفيذ. كان لهذا الإنجاز الأمني أثرٌ بالغ، إذ عزّز من مكانة القيسي لدى الملك، وأثمر لاحقًا عن تعيينه مديرًا لدائرة المخابرات العامة من عام 1991 وحتى 1996، وهي مرحلة شهدت خلالها الدائرة توسعًا في حضورها الإقليمي والمهني. وفي عام 1993، أُحبِطَت مؤامرة جديدة كانت تستهدف اغتيال الملك خلال حفل تخرّج عسكري في يونيو من العام نفسه. وقد تبيّن أن المؤامرة تضمّنت ستة طلاب عسكريين وأربعة من القيادات المتطرفة لجماعة إسلامية أصولية. وبفضل المتابعة الدقيقة والتحقيقات الاستباقية، أعلنت الحكومة الأردنية عن كشف المخطط وإفشاله في أبريل من ذات العام، قبل أن يتحوّل إلى واقعٍ مأساوي.

#### تنظيم بيعة الإمام – منتصف التسعينات

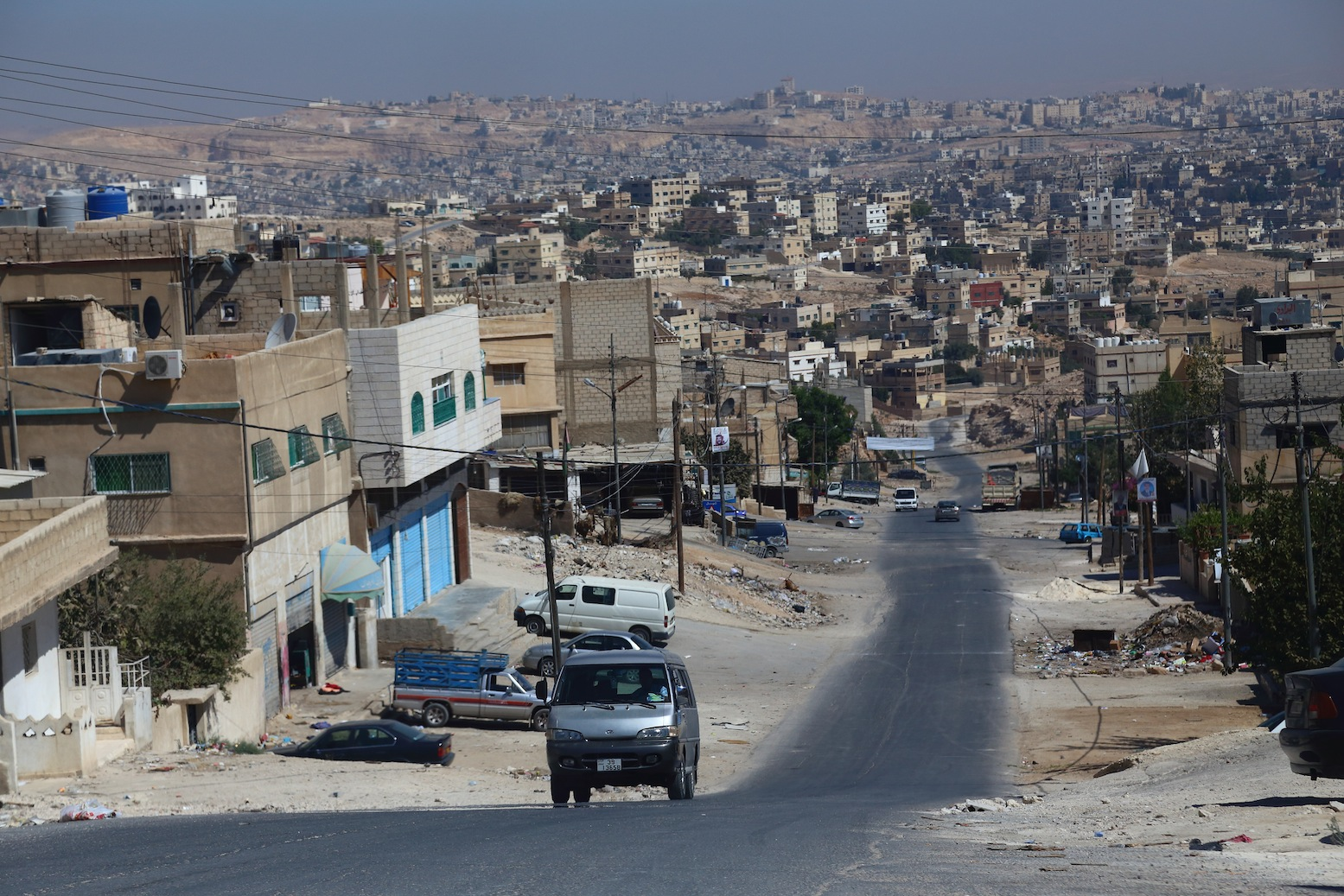
الزرقاء، الأردن، حيث تم تأسيس شبكة بيعة الإمام

في تسعينيات القرن الماضي، وجّهت دائرة المخابرات العامة الأردنية بوصلتها الأمنية نحو الداخل، حيث تنامت موجات الفكر الجهادي المتطرف، المتسلل عبر شقوق النزاعات الإقليمية ومخلفات الحروب. وكان على الأردن، في تلك الحقبة، أن يواجه تمدد الأيديولوجيا العنيفة التي وجدت في بعض أطياف المجتمع مرتعًا خصبًا. من أبرز التحديات التي تصدّت لها الدائرة، كانت عملية تفكيك تنظيم «بيعة الإمام» (1994–1999)، وهي خلية سرية تشكّلت في الظل، وقادها اثنان من أكثر الشخصيات تأثيرًا في الفكر الجهادي: أبو محمد المقدسي، العقل التنظيري، وأبو مصعب الزرقاوي، الذي غدا لاحقًا رمزًا من رموز العنف الإقليمي. تأسست هذه المجموعة عام 1993، من بين صفوف العائدين من الحرب الأفغانية، وكان هدفها المعلن قلب النظام الملكي في الأردن، وإقامة حكم ديني يتبنّى فكرًا راديكاليًا لا يقبل بالتعدد أو الحوار.
تحوّل الفكر إلى سلاح، والخطاب إلى دم، حين أقدم أعضاء التنظيم عام 1994 على اغتيال دبلوماسي فرنسي في العاصمة عمّان، في جريمة نفذت بدم بارد داخل مرآب سيارته، كرسالة موجهة إلى الدولة وحلفائها في الغرب. ومنذ بدايات النشاط السري للمجموعة، كانت أعين المخابرات الأردنية ترصد تحركاتها بصبرٍ وتأنٍ، حتى جاءت ساعة المواجهة، فشُنت حملات مداهمة استباقية في منتصف التسعينيات، صادرت أسلحةً ومتفجرات، وأفضت إلى اعتقال النواة الصلبة للمجموعة قبل تنفيذ مخططاتها الأكثر دموية. وخلال عامي 1996 و1997، مثُل العشرات من أفراد التنظيم أمام محكمة أمن الدولة، حيث صدرت بحقهم أحكام متفاوتة، وكان من بينها الحكم بالسجن المؤبد على اثنين أدينا بجريمة قتل الدبلوماسي. أما الزرقاوي، فقد نال حكمًا بالسجن لخمسة عشر عامًا، قبل أن يُعفى عنه لاحقًا، ويمضي نحو مسارٍ دموي جديد في العراق. لم تكن هذه العملية الأمنية مجرد حدث محلي، بل كانت لها أصداء تتجاوز حدود المملكة. فقد تابعت قيادة تنظيم القاعدة مجريات المحاكمة باهتمام، مدركةً أن ما يجري في عمّان يشكّل ملامح أولى لمعركة كبرى ضد تمدد الفكر الجهادي العابر للحدود. وهو ما أكدت عليه نادا باكوس ‏، المحللة السابقة في وكالة الاستخبارات المركزية الأمريكية، في كتابها «المُستهدِف» (بالإنجليزية: The Targeter) (2019).

#### إحباط تفجيرات إرهابية ومحاولات تهريب – 1998
رغم عدم وقوع هجمات كبيرة في الأردن عام 1998، شهدت المملكة سلسلة حوادث أمنية محدودة نجمت عن توترات إقليمية وتصاعد نشاط بعض الخلايا المتطرفة المحلية. برزت في تلك السنة مجموعة تُسمى “حركة الإصلاح والتحدي” كتنظيم إسلامي راديكالي محلي صغير قام بسلسلة تفجيرات بدائية في عمّان بين مارس ومايو 1998 استهدفت مواقع أمنية ومنشآت عامة ومدرسة أجنبية وفندق كبير. لحسن الحظ، اقتصرت أضرار تلك التفجيرات على خسائر مادية طفيفة دون وقوع إصابات، لكن الأجهزة الأمنية بقيت في حالة استنفار وتركيز عاليين على نشاط الخلايا الداخلية. كثفت المخابرات جهودها لتعقب عناصر هذه الحركة وأحبطت مخططات أخرى قبل تنفيذها. وبالتوازي مع ذلك، شددت السلطات الرقابة على الحدود لإحباط أية محاولات لتهريب أسلحة أو متفجرات عبر الأردن، وخصوصًا لمنع إيصالها إلى جماعات متشددة في الضفة الغربية. بالفعل، نجحت القوات الأردنية في اعتراض عدة شحنات أسلحة خلال 1998 وأحالت المهربين إلى القضاء. وفي أيلول (سبتمبر) من نفس العام أصدرت محكمة أمن الدولة أحكامًا بالسجن 15 عامًا مع الأشغال الشاقة على متهمين أردنيين ضُبط بحوزتهما متفجرات وخططا لاستخدامها في عمليات إرهابية سواء داخل الأراضي الفلسطينية أو إسرائيل. كما أحيل في أكتوبر ملف خلية مكونة من ستة أفراد إلى المحكمة بتهمة حيازة مواد متفجرة وبيعها بقصد دعم أعمال إرهابية. أسفرت هذه العمليات الاستباقية عن تفكيك الشبكة المتطرفة المحلية ودرء أخطارها قبل أن تتصاعد، مما حافظ على سجل الأردن خاليًا من الهجمات الكبيرة تلك السنة.

#### مؤامرة الألفية – 1999
في خواتيم عام 1999، أماطت دائرة المخابرات اللثام عن مؤامرة غادرة، حيكت خيوطها في دهاليز تنظيم القاعدة. استهدفت المؤامرة أرض الأردن في لحظةٍ أرادها العالم احتفالًا بقدوم الألفية الجديدة، فأرادها الإرهاب موعدًا للفوضى والدم. ففي الثلاثين من تشرين الثاني، التُقطت مكالمة مشفّرة بين أبو زبيدة، أحد وجوه التنظيم البارزة، وأحد عناصره في عمّان، تضمّنت عبارة تفيد بأن «وقت التدريب انتهى». ما إن بلغ النبأ، حتى استيقظت المخابرات على هدوء ما قبل العاصفة، وانطلقت في الثاني عشر من كانون الأول بحملة مداهمات دقيقة، طالت ستة عشر مشتبهاً به. وهكذا أُفشل المخطط قبل أن يسفك دمًا ، فقد كان يستهدف فندق راديسون في عمّان، وجبل نيبو، ونقطة حدودية مع إسرائيل. وفي قاعات القضاء، مثل ثمانية وعشرون متهمًا أمام العدالة، فأُدين اثنان وعشرون، فيما صدر الحكم بالإعدام على ستة، ممن نُسبت إليهم صلات مباشرة بزعيم القاعدة، أسامة بن لادن. جرى تقاسم المعلومات مع الولايات المتحدة للمساعدة في إحباط مخططات موازية على أراضيها في نفس التوقيت.

#### تفكيك خلية «القاعدة» بعد اغتيال دبلوماسي – 2002
مع صعود تهديد تنظيم القاعدة عالميًا بعد عام 2001، استهدف التنظيم الأردن في عدة مناسبات. أحد أخطر تلك الحوادث وقع في 28 أكتوبر 2002 عندما اغتال مسلّحون تابعون للقاعدة الدبلوماسي الأمريكي لورنس فولي (موظف في الوكالة الأمريكية للتنمية الدولية) أمام منزله في عمّان، في أول عملية من نوعها على الأراضي الأردنية. كشفت المخابرات بسرعة قصوى الجناة قبل أن يتمكنوا من تنفيذ هجمات أخرى. وبفضل جهود استخبارية مكثفة وتتبع دقيق للخيوط المرتبطة بالجريمة، تمكنت السلطات من اعتقال المنفذين الرئيسيين في غضون أسابيع. ففي ديسمبر 2002 أُلقي القبض على شخصين اثنين ضالعين في العملية – أحدهما ليبي والآخر أردني – اعترفا بتفاصيل تنفيذهم لعملية الاغتيال. كشفت التحقيقات أن المتهميْن تلقيا توجيهات وأموالًا من قائد تنظيم القاعدة في العراق آنذاك أبو مصعب الزرقاوي مقابل تنفيذ اغتيال الدبلوماسي الأمريكي. قامت السلطات بتوجيه تهمة القتل لهما وأحالتهما إلى محكمة أمن الدولة، وظلا رهن الاعتقال بانتظار المحاكمة ثم أُدينا وأُعدما لاحقًا عام 2004. شكّل تفكيك هذه الخلية والقضاء السريع على المتورطين رسالة حازمة من الأردن للإرهابيين. فقد نجحت المخابرات في شلّ نشاط جماعة تابعة للقاعدة على أراضيها خلال وقت قياسي، مما منعها من تنفيذ مخططات أخرى كانت يمكن أن تستهدف مصالح أردنية أو أجنبية. وأسهمت هذه العملية الناجحة في الحفاظ على علاقات الأردن الدولية عبر حماية الدبلوماسيين على أراضيه، وعززت التعاون الأمني مع الولايات المتحدة في الحرب على الإرهاب.

#### إحباط مخطط القنبلة الكيميائية – 2004
في أبريل 2004، أعلنت السلطات الأردنية إفشالها مخططًا إرهابيًا غير مسبوق تمثّل في محاولة لتنفيذ أول هجوم كيماوي لتنظيم القاعدة. كشف التلفزيون الأردني حينها اعترافات لخلية يقودها عزمي الجيوسي تلقّت أوامرها من الأردني أبو مصعب الزرقاوي (زعيم تنظيم القاعدة في العراق آنذاك). كان المخطط يستهدف تفجير مقر المخابرات العامة الأردنية نفسه إلى جانب مبنى رئاسة الوزراء والسفارة الأميركية في عمّان باستخدام شاحنات مفخخة بمواد كيماوية شديدة السمّية. وقد كشفت التحقيقات شراء أفراد الخلية 20 طنًا من المواد الكيميائية، وزعم خبراء أردنيون أن نجاح التفجير كان سيتسبب في إطلاق سحابة سامة قد تصيب نحو 160 ألف شخص. وصفت مصادر بحثية هذه المؤامرة بأنها كانت ستكون هجومًا إرهابيًا «هائلًا» لو نفِّذ، إلا أن المخابرات الأردنية نجحت في إحباطه تمامًا باعتقال عناصر الخلية ومصادرة المتفجرات. وقد حظيت العملية بإشادة واسعة نظرًا لضخامتها، حيث اعتُبرت «الأكثر خطورة» من بين المخططات التي أفشِلَت.

#### تفجيرات عمّان – 2005
في 9 تشرين الثاني (نوفمبر) 2005، تعرّضت العاصمة الأردنية عمّان لسلسلة من التفجيرات المنسقة استهدفت ثلاثة فنادق رئيسية: فندق «راديسون ساس»، و«حياة عمّان»، و«ديز إن». أسفرت الهجمات عن مقتل حوالي 60 شخصًا وإصابة أكثر من 100 آخرين، معظمهم من المدنيين. أعلنت جماعة «قاعدة الجهاد في بلاد الرافدين» بقيادة أبو مصعب الزرقاوي مسؤوليتها عن الهجمات، وفقًا لتصريحات نُشرت آنذاك في وسائل إعلام مرتبطة بالتنظيم.
شكّلت التفجيرات نقطة تحوّل في السياسات الأمنية الأردنية، حيث دفعت دائرة المخابرات العامة إلى مراجعة بنيتها العملياتية وتعزيز قدراتها الاستخبارية. وبحسب تقرير نشرته صحيفة نيويورك تايمز عام 2006، فقد كثّفت الأجهزة الأمنية الأردنية تعاونها مع وكالات استخبارات دولية، مما ساعد في تحسين آليات الرصد ومنع العمليات المستقبلية. وقد اعتُبرت هذه الهجمات من أبرز الاعتداءات الإرهابية التي واجهتها المملكة في تاريخها الحديث، وأسهمت في صياغة استراتيجيات مكافحة الإرهاب الإقليمية لاحقًا.

#### إحباط مخططات تنظيم داعش – 2016
مع صعود تنظيم داعش في العقد الماضي، كثّفت المخابرات الأردنية جهودها لملاحقة الخلايا المرتبطة به. في مارس 2016 نفذت الأجهزة الأمنية مداهمة كبرى في مدينة إربد شمالي الأردن، اشتبكت خلالها مع خلية تابعة لداعش كانت تخطط لاعتداءات على مدنيين وعسكريين. انتهت العملية بمقتل 7 إرهابيين وإحباط الهجمات المزمعة، رغم استشهاد ضابط وإصابة آخرين من الجانب الأردني. وفي عام 2018 أعلنت المخابرات إفشال مخطط داعشي كبير شمل خططًا لتنفيذ سلسلة تفجيرات تستهدف مراكز أمنية ومراكز تسوّق وشخصيات دينية معتدلة داخل الأردن، واُعتٌقِلَ جميع عناصر الخلية قبل تمكنهم من التنفيذ.

#### هجوم البقعة – 2016
بتاريخ 6 يونيو 2016، كان اليوم الأول من شهر رمضان من ذلك العام، قُتل ثلاثة أفراد من دائرة المخابرات العامة في هجوم على مخيم للاجئين في منطقة البقعة. بحسب المخابرات كان منفذ العملية قد سُجن بين عامي 2012 و2014 لمحاولته دخول غزة والانضمام إلى جماعة تقاتل حماس، كما قيل أنه حاول الانضمام إلى داعش، لكن من غير المعروف ما إذا كان انضم أم لا. عند آذان الفجر من اليوم التالي، اُعتُقِل المنفذ بعد معرفة المخابرات بموقعه وأُعدِم بعد ذلك.

#### اعتقالات 2021
لعبت المخابرات الأردنية دورًا استباقيًا وفعالًا للغاية في إحباط محاولة زعزعة استقرار النظام الملكي في عام 2021. منذ المراحل الأولى، تابعت دائرة المخابرات العامة تحركات واتصالات غير عادية. تم اكتشاف تواصل مستمر بين الأمير حمزة بن الحسين وشخصيات محلية وأجنبية. أثار هذا التفاعل، إلى جانب الأنشطة السياسية والاجتماعية المشبوهة، مخاوف بشأن التحريض والنوايا الهادفة إلى تقويض الدولة. في استجابة لذلك، استخدمت الوكالة تقنيات متقدمة للمراقبة والاعتراض، وجمعت تسجيلات صوتية وفيديوهات ووثائق للاجتماعات السرية. كان هذا الكم من الأدلة كافيًا لإثبات وجود مخطط منسق يهدد الأمن الوطني والاستقرار. بمجرد اكتمال الصورة الاستخباراتية، نفذت دائرة المخابرات العامة، بالتعاون مع الجهات الأمنية الأخرى، عملية دقيقة في 3 أبريل 2021. تم اعتقال جميع الأطراف المعنية في وقت واحد، وهو ما منع فعليًا تصاعد الموقف إلى اضطرابات عامة أو تعبئة على مستوى الشوارع.
تصرفت الوكالة بضبط النفس المؤسسي، مما ضَمن عدم انتقال الأزمة إلى المجال العام بطريقة قد تثير الذعر أو الارتباك. ومن اللافت أن شبكات الاتصالات بقيت سليمة، ولم يتم إعلان حالة الطوارئ، وتم إدارة القضية بحذر نسبي وبحذر مؤسسي، مدعومة بتغطية إعلامية محكومة. في النهاية، قدمت دائرة المخابرات العامة ملفها الكامل من الأدلة إلى محكمة أمن الدولة، مما سهل إصدار حكم بالسجن لمدة خمس عشرة سنة لكل من باسم عوض الله والشريف حسن بن زيد. في حين تم التعامل مع قضية الأمير حمزة داخليًا ضمن إطار العائلة الملكية، استنادًا إلى توصيات الملك عبدالله الثاني.

#### إحباط مخططات 2025
في 15 أبريل 2025، أعلنت دائرة المخابرات العامة الأردنية عن إحباط سلسلة من المخططات الإرهابية التي كانت تهدف إلى زعزعة الأمن الوطني وإثارة الفوضى داخل المملكة. قٌبِض على 16 شخصًا متورطين بعد متابعة استخبارية دقيقة بدأت منذ عام 2021. شملت هذه المخططات تصنيع صواريخ محلية وأخرى مستوردة، تطوير طائرات مسيّرة، حيازة مواد متفجرة شديدة الخطورة مثل TNT وC4، وتخزينها في مستودعات محصّنة في عمّان والزرقاء. كما كشفت التحقيقات عن تلقي بعض المتهمين تدريبات في دول أجنبية، ووجود ارتباطات بجماعات محظورة. أُحيلَت القضايا إلى محكمة أمن الدولة، وأعلنت الحكومة الأردنية عن بث اعترافات مصورة للمتهمين، بالإضافة إلى عرض لقطات للأسلحة والمضبوطات، بهدف إطلاع الرأي العام على خطورة هذه المخططات.

#### عمليات بارزة أخرى
تتسم العمليات التي تنفذها المخابرات العامة الأردنية بدرجة عالية من السرية والكتمان، حيث تُحاط تفاصيل معظم المهام والاستخبارات بغطاء من الغموض ولا تُكشف للرأي العام حفاظًا على الأمن الوطني. ولا تُعلن إلا بعض العمليات الاستثنائية التي تخدم رسائل الردع أو تعزيز الثقة دون المساس بالمصالح العليا للدولة. في نوفمبر 2019 كشفت صحيفة الرأي الأردنية عن إحباط مخابرات الأردن مخططًا لاثنين من المتشددين كانا يخططان لاستهداف دبلوماسيين أميركيين وإسرائيليين إضافة إلى قوات أميركية متواجدة في إحدى القواعد جنوب البلاد. كان الأسلوب المزمع هو استخدام مركبات مفخخة لاقتحام الموقع ثم هجوم بأسلحة نارية وأدوات حادة، وقد أُحيل المتهمان إلى محكمة أمن الدولة. كما أحبطت المخابرات الأردنية عام 2020 وما بعده عدة محاولات تسلل وتهريب أسلحة عبر الحدود السورية والعراقية، استهدف بعضها إيصال أسلحة أو متفجرات لخلايا نائمة داخل المملكة. وتشير إحصاءات رسمية إلى أنه خلال عام 2018 وحده تمكنت المخابرات الأردنية من إحباط 94 عملية إرهابية (62 منها مخططات خارج الأردن و32 داخل المملكة) مما يعكس حجم الجهد الاستباقي الكبير المبذول. وكتب أحد الباحثين أنه تبيّن أهمية تلك الإنجازات من ما «يمكن للمرء أن يتخيّل فقط الفوضى التي كان يُمكن أن تترتب على الصعيدين العالمي والمحلي لو تم تنفيذ عدد قليل من هذه العمليات».

## الإشادات والتعاونات الدولية
رغم بعض الانتقادات الحقوقية، لاقت المخابرات الأردنية إشادة واسعة من الأوساط الدولية، ففي 11 نوفمبر 2005، كتب كين سلفرستاين في لوس أنجلوس تايمز: «أنه لا تكف الحكومات الغربية والمعلقون عن امتداح سلك المخابرات الأردنية بسبب نجاحه الهائل في منع العمليات الإرهابية»، كما قال فرانك أندرسون، الرئيس السابق لشعبة الشرق الأوسط التابعة لوكالة الاستخبارات المركزية الأمريكية، أن «أفراد المخابرات العامة الأردنية محققين ذوي قدرات عالية». ويقول مسؤولون أمريكيون سابقون إن العديد من كبار كوادر المخابرات الأردنية تلقوا تدريبًا على يد وكالة المخابرات المركزية الأمريكية. وقد ساعد ذلك الأردن، على الرغم من صغر حجمه، على بناء جهاز مخابرات قادر على تحقيق انتصارات. تبنت المخابرات الأردنية فلسفة الأمن التعاوني إدراكًا منها أن الإرهاب خطر دولي يتطلب مواجهة جماعية.
بحسب مذكرات عدنان أبو عودة (سياسي ووزير أردني ورئيس الديوان الملكي الهاشمي الأسبق)، تعاونت المخابرات الأردنية مع المخابرات السوفيتية لفترة من الزمن في بداية السبعينات وذلك لهدف معرفة المراكز المهمة للقوات الإسرائيلية المنتشرة على الحدود الأردنية، وكان ذلك عن طريق قمر تجسس من الأقمار الصناعية التابعة للاتحاد السوفيتي. أما في عام 1997، توترت العلاقات بين المخابرات الأردنية والموساد توترًا بالغًا على خلفية محاولة فاشلة للموساد لاغتيال زعيم حركة حماس خالد مشعل في العاصمة عمّان.
دعمت المملكة المتحدة تطوير الأجهزة الأردنية منذ الخمسينيات، ولاحقًا شاركت في تدريب العديد من ضباط المخابرات الأردنية. وتُظهر بعض التقارير أن MI6 تعتبر المخابرات الأردنية شريكًا أساسيًا في الشرق الأوسط، خاصة في تبادل المعلومات حول التنظيمات الإرهابية عابرة الحدود. وقد أشارت وثائق غربية إلى أن عمّان أصبحت محورًا لجهود التنسيق الاستخباري الإقليمي بمشاركة بريطانيا، لاسيما خلال الأزمة السورية وصعود داعش، حيث توافقت مصالح الأردن وبريطانيا في احتواء تهديد المتطرفين والحفاظ على استقرار المنطقة. وعلى الرغم من طبيعة هذه العلاقة التي يغلب عليها السرية، فإن النتائج على الأرض – من إحباط مخططات إرهابية في أوروبا اعتمادًا على معلومات قادمة من عمان – تعكس مدى متانتها. من الجانب الأمريكي، اعتمدت وكالة الاستخبارات الأمريكية بشكل كبير على نظيرتها الأردنية، خاصة في ملف محاربة الحركات الإسلامية المتشددة. وقد مر ما يصل إلى 100 سجين من القاعدة بسجن المخابرات الجفر في جنوب الصحراء. ومن بين هؤلاء بعض أكبر المصايد في الحرب على الإرهاب، مثل: رئيس عمليات القاعدة خالد شيخ محمد، وزعيم الخليج العربي عبد الرحيم النشيري. كان اعتماد الاستخبارات الأمريكية على نظيرها الأردني سبباً جزئياً في نفور البلدين من الراديكالية الإسلامية، ويُعتقَد أن تعاونهم ساعد في إخماد تمرد القاعدة في العراق والقضاء على المدبرين الإرهابيين مثل أبو مصعب الزرقاوي.
نشر الأردن ضباط مخابرات ميدانيين إلى جانب القوات الأميركية في مناطق الصراع كأفغانستان والعراق لتقديم الدعم الاستخباري الميداني. وقد دفع الأردن ثمنًا غاليًا لهذا الانخراط؛ إذ استهدف تنظيم القاعدة في ديسمبر 2009 قاعدة أمريكية في خوست (أفغانستان) بهجوم انتحاري أدى إلى مقتل 7 عملاء CIA وضابط مخابرات أردني هو النقيب شريف علي بن زيد. كان الضابط الأردني يعمل ضمن فريق مشترك لتعقّب قيادات القاعدة هناك عندما وقع التفجير. وقد واصلت عمّان إيفاد نخبة ضباطها إلى بؤر القتال لمشاركة الخبرات الميدانية، لاسيما بعد 2014 عند قيام التحالف الدولي ضد تنظيم داعش في سوريا والعراق، حيث اضطلع الأردنيون بمهام استخبارية كاختراق شبكات التنظيم وتزويد قوات التحالف بمعلومات حيوية عن تحركاته. وكشف تقرير صحفي عام 2017 أن الأردن تمكن عبر جواسيس ميدانيين من اختراق داعش نفسه، والحصول على معلومات عن مخططات مثل قنبلة مخفية داخل طائرة، قام لاحقًا بتمريرها إلى أجهزة غربية لإحباط الخطر. هذه القدرات البشرية التي تميز الأردن جعلته في نظر الأميركيين «الشريك الأهم في مجال الاستخبارات البشرية» ضمن التحالف الدولي.
يصف جايمي سميث الضابط السابق في وكالة المخابرات المركزية بأن المخابراتِ الأردنية تملك خبرات استثنائية في تفكيك الشبكات المتطرفة واستنطاق الموقوفين بفضل فهمها العميق لثقافة التنظيمات الراديكالية والعلاقات المذهبية في المنطقة. وقد قال سميث في معرض إشادته بقدرات الأردنيين: «هم يعرفون ثقافة الإرهابي وأوساطه وشبكته أكثر من أي أحد آخر… ولديهم خبرة لا تُضاهى بشأن الجماعات المتطرفة وثقافة السنّة والشيعة على حد سواء». نتيجة لهذا التفوق، اعتمدت وكالة المخابرات المركزية على المخابرات الأردنية في أصعب المهام، حتى اعتبر تشارلز فاديس ‏ (وهو رئيس سابق لوحدة مكافحة الإرهاب في وكالة المخابرات المركزية) أن الشراكة مع المخابرات الأردنية باتت «القالب الذي تقاس عليه كافة الشراكات الأخرى».
وصف تقرير لمجلة فورين بوليسي (بالإنجليزية: Foreign Policy) الأميركية جهاز المخابرات الأردني بأنه «الأكفأ في المنطقة بعد نظيره الإسرائيلي» ومن أقرب الأجهزة الاستخبارية تعاونًا مع الولايات المتحدة. أثنت شخصيات عربية ودولية على كفاءة المخابرات الأردنية. فعقب إحباط مخطط 2004 الضخم، وصفت صحف عالمية الجهاز بـ«الخط الدفاعي الأول» ضد القاعدة في المنطقة. كما صرّح مسؤول أمني غربي أن «ما حققه الأردنيون في تفكيك ذلك المخطط أنقذ أرواح الآلاف». وفي سياق الحرب على داعش، نقلت قناة الجزيرة عن جون كيرياكو ‏ (ضابط سابق في CIA) تشكيكه في قدرة إسرائيل على اختراق داعش مقابل نجاح الأردن بذلك، في إشارة ضمنية لتفوّق الاستخبارات الأردنية في مجال العمل الميداني البشري داخل التنظيمات الإرهابية.
أشار معهد واشنطن لسياسات الشرق الأدنى إلى أن «المخابرات الأردنية برهنت مرة تلو الأخرى على كفاءتها الفائقة واحترافيتها العالية في إفشال المخططات الإرهابية وتفكيك الشبكات التي تستهدف أمن المملكة». وفي دراسة صادرة عن منظمة الأبحاث والتطوير راند لعام 2012، أُكِّد على أن الأردن «لطالما كان هدفًا للإرهاب الشرق أوسطي، لكنه أثبت قدرة رادعة عبر أجهزته الأمنية تحبط المؤامرات قبل نضوجها».

## قضايا حقوق الإنسان
انتقدت تقارير حقوقية أساليب بعض التحقيقات. بيد أن معظم الدول الغربية غضّت الطرف عن هذه الانتقادات في سياق الحرب على الإرهاب نظرًا للعائد الاستخباري الثمين الذي يقدمه الأردن. وحتى المنتقدين أقرّوا بأن احترافية المخابرات الأردنية ليست موضع شك، وإنما كان الانتقاد يوجَّه لسياسات الاستجواب القاسية أحيانًا والتي جاءت بطلب وضغط خارجي خلال حقبة ما بعد 2001. دعت لجنة مناهضة التعذيب للحكومة الأردنية في عام 1995 إلى إنشاء رقابة مستقلة على معتقلي دائرة المخابرات العامة. قالت هيومن رايتس ووتش إنه بين يونيو 2003 وديسمبر 2004، ومن خلال زيارات عديدة لمراكز وسجون المخابرات، سجلت الدائرة عدة انتهاكات لحقوق الإنسان.

## مديرو الدائرة
فيما يلي قائمة بأسماء الأشخاص الذين شغلوا منصب مدير المخابرات العامة الأردنية منذ تأسيسها في 1964:
| الاسم              | الصورة | تاريخ استلام المنصب | تاريخ الانتهاء من المنصب | ملاحظات                                | مرجع   |
| ------------------ | ------ | ------------------- | ------------------------ | -------------------------------------- | ------ |
| محمد رسول الكيلاني |        | 1964                | 1968                     | مؤسس المخابرات الأردنية وأول مدير لها. | [ 6 ]  |
| مضر بدران          |        | 1968                | 1970                     |                                        |        |
| نذير رشيد          |        | 1970                | 1974                     |                                        |        |
| أحمد عبيدات        |        | 1974                | 1982                     | أطول مدة لمنصب مدير المخابرات.         | [ 60 ] |
| طارق علاء الدين    |        | 1982                | 1989                     |                                        | [ 61 ] |
| مصطفى القيسي       |        | 1989                | 1996                     |                                        | [ 62 ] |
| سميح البطيخي       |        | 1996                | 2000                     |                                        | [ 63 ] |
| سعد خير            |        | 2000                | 6 مايو 2005              |                                        |        |
| سميح عصفورة        |        | 6 مايو 2005         | 20 ديسمبر 2005           | أقصر مدة لمنصب مدير المخابرات.         | [ 64 ] |
| محمد الذهبي        |        | 20 ديسمبر 2005      | 29 ديسمبر 2008           |                                        | [ 65 ] |
| محمد الرقاد        |        | 30 ديسمبر 2008      | 17 أكتوبر 2011           |                                        |        |
| فيصل الشوبكي       |        | 17 أكتوبر 2011      | 30 مارس 2017             |                                        |        |
| عدنان الجندي       |        | 30 مارس 2017        | 1 مايو 2019              |                                        |        |
| أحمد حسني حاتوقاي  |        | 1 مايو 2019         | حتى الآن                 |                                        | [ 66 ] |

## في الثقافة الشعبية
ظهرت دائرة المخابرات في عدة أفلام عربية وأجنبية، لعلّ أهمهم الفيلم الأمريكي كتلة أكاذيب (بالإنجليزية: Body of Lies) للمخرج ريدلي سكوت، كما أن الفيلم من بطولة ليوناردو دي كابريو. يظهر في الفيلم شخص يدعى هاني سلام، شخصيته مستوحاة بدرجة كبيرة من المشير سعد خير، الذي شغل منصب مدير دائرة المخابرات العامة الأردنية لست سنوات. صرّح الكاتب ديفيد إغناتيوس، مؤلف الرواية الأصلية، بأنه التقى بسعد خير واستلهم منه ملامح الشخصية. يتضمن الفيلم مشاهد وأحداثًا تعكس تجارب حقيقية من حياة سعد خير، أبرزها مشهد يجبر فيه هاني سلام أحد الجهاديين على الحديث مع والدته عبر الهاتف لإثارة عاطفته ودفعه للتعاون، وهو حدث واقعي وقع في مدينة شرق أوروبية حيث طارد سعد خير وفريقه أحد المتطرفين. كذلك، يُشار إلى مقر المخابرات في الفيلم بلقب «مصنع الأظافر»، وهو تعبير يوحي بالخوف مستوحى من الواقع. وقد جسد الممثل البريطاني مارك سترونغ شخصية هاني سلام بأداء نال إشادة واسعة، لما اتسم به من سلاسة وغموض، وهي صفات قال الكاتب إنها تعكس شخصية سعد خير الحقيقية.

## وصلات خارجية
- الموقع الرسمي
.